# Vandalia (Colonia)

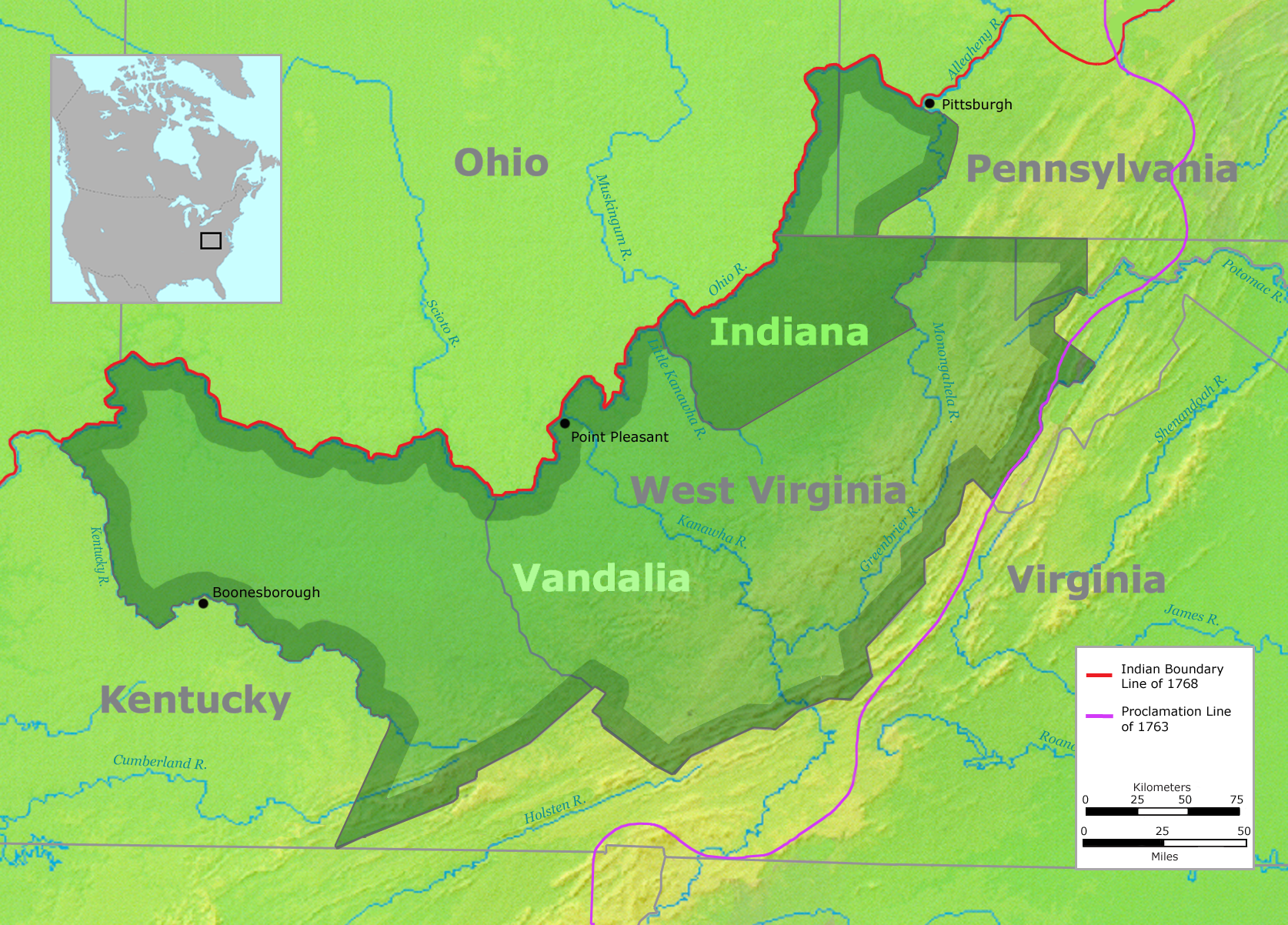
Vandalia

Vandalia es el nombre que dieron los promotores de tierras de los territorios situados al oeste de los Montes Allegheny y hasta el río Kentucky, en su proyecto, conseguido sobre el papel, de erigirlos en nueva provincia colonial británica, la primera al oeste de dichos montes, en el año 1769.

## Antecedentes: colonos y nativoamericanos. El Gobierno Británico
En la Proclama Real de 1763, el gobierno británico, en atención a la ayuda de sus aliados Iroqueses en la Guerra de los Siete Años (1756—1763), restringió el asentamiento de colonos al oeste de los Montes Apalaches, lo que fue ignorado sobre el terreno.
En 1766 la disposición fue recordada, a la vez que se reafirmaba que el territorio entre los Allegheny y el río Ohio pertenecía a los Iroqueses y prohibía la entrada de colonos, lo que motivó el envío de tropas desde Pittsburgh para expulsar a los ocupantes ilegales, lo que se hizo tanto en el año 1766 como en el 1767, y la reafirmación del reconocimiento de los derechos de los iroqueses por parte del Gobierno británico.
En 1768, la cuestión se complica, cuando se producen dos movimientos coincidentes en el tiempo. Por un lado, el pueblo Cherokee, que reclama tierras hasta el río Kanawha ceden sus derechos a una compañía encabezada por John Stuart, agente para asuntos indios, por el Tratado de Lochbar (Carolina del Sur), mientras los Iroqueses, cuyas reclamaciones territoriales se solapaban con estas, al reclamar las tierras desde Nueva York al río Little Tennessee, signan el Tratado de Fort Stanwix (Nueva York), por el cual ceden a la Corona británica sus “derechos, títulos e intereses en los territorios al sur y al este del río Ohio”. La Corona británica reclama entonces el control de las tierras al este de los Allegheny, y las tropas expulsan a los asentados en la zona del río Monogahelay (Pensilvania) y sus afluentes el río Cheat y el río Red Stone (Provincia de Pensilvania y Virginia Occidental) hasta la zona de Dunkard’s Bottom (hoy condado de Pulaski, en Virginia). Sin embargo, apenas se retiraron las tropas, los colonos volvieron, incluso en mayor número, pareciendo imposible mantener fuera de la zona de exclusión a nuevos colonos.
Los mejor relacionados de los especuladores de tierras de las colonias (entre ellos algunos de los Padres Fundadores de Estados Unidos), no creyeron en la efectividad de la prohibición de asentamientos establecida en la Real Proclama de 1763, considerada como un expediente para aplacar las suspicacias de los pueblos nativoamericanos, inquietos por las incursiones y asentamientos en el valle del Ohio, tanto más que la Carta de (Establecimiento de la Colonia y Dominio de) Virginia, garantizaba a la Colonia las tierras “de mar a mar”.
Tan firmemente convencidos estaban personajes como George Washington (entre otros), que la tierra sería puesta en el mercado, que dio los pasos necesarios para procurarse grandes extensiones en el Ohío, Kanawha y otros lugares para sí y para otros. Hizo lotes, a la expectativa de tener la exclusiva, o al menos derechos prioritarios, sobre las tierras cuando salieran a la venta. También dio los pasos precisos para distribuir lotes para los soldados que habían servido en la Guerra de los Siete Años, a los que se habían prometido tierras en la frontera oeste, desde los grandes lotes a los altos oficiales hasta los lotes de 50 acres (alrededor de 20 hectáreas).
Así mismo se formaron asociaciones de propietarios, bien de tierras, bien de opciones preferenciales sobre las mismas (caso de la Walpole Associados o compañías mercantiles que también invertían en tierras en la zona (caso de la Compañía de Indiana o de la Compañía de Illinois.

## El Proyecto de una nueva colonia
En este contexto, el 27 de diciembre de 1769, se produce el primer intento real de fundar una provincia al oeste de los Montes Allegheney, con todas las características gubernativas de las existentes: Gobernador Real, Cámara Legislativa, Cortes de Justicia, etc, y con la finalidad última de facilitar la adquisición de terrenos y la confirmación de derechos sobre tierras en principio pertenecientes a la Corona, en virtud de la Proclama Real de 1763.
La base territorial de la misma lo constituía la Walpole Asociados, principales poseedores de tierras y de derechos y opciones sobre ellas al oeste de los Montes Allegheny que decidieron la consociación de las mismas en la Compañía del Gran Ohio (Grand Ohio Company) y su garantía por parte de la Corona británica, en lo que sería conocida como Garantía de Walpole (Walpole Grant).
Inicialmente abarcaba una superficie inicial de 25.000 de acres, que fue centuplicada (por sugerencia directa de Lord Hillsborough Secretario de Estado para las Colonias (1768–1772), que incitó a la compañía a “pedir bastante para hacer una provincia”, como medio para rechazarla en razón de su desmesura), hasta abarcar cerca de dos tercios de las actuales Virginia Occidental y Kentucky.
Para conseguir la máxima extensión, se llegó a acuerdos con otras Compañías: inicialmente con la Compañía de Indiana y la Compañía de Illinois (que acuerdan la cesión de “Indiana” en cuanto se apruebe la erección de la nueva Colonia) y seis meses después con la Compañía de Ohio de Virginia. También se uniría al proyecto George Washington que había llevado a cabo acciones para asegurar a los soldados de la Guerra de los Siete Años los lotes prometidos, tierras situadas en los ríos Kanawha y Ohio, dentro de los límites de la propuesta Provincia.. Había muchas dificultades entre los reclamantes para conseguir apoyos para crear la nueva Colonia, por cuanto las tierras prometidas estaban garantizadas según la Carta que establecía la Colonia y Dominio de Virginia, pero la nueva Provincia podría no reconocer dichas concesiones (aunque no parece haber habido oposición abierta). La postura de Washington, su papel como abogado de los soldados y su apoyo al establecimiento de la capital de la nueva provincia en la zona del Kanawha, parecían facilitar las cosas.
El territorio así formado abarcaba una superficie de 2,5 millones de acres (algo más de 10 000 km²), que se extendían desde la frontera occidental de Maryland hasta la línea que va del río Scioto hasta la quebrada de Cumberland.

## El nombre de la nueva Colonia: Pittsylvania vs Vandalia
Aunque en principio el proyecto de Colonia iba a recibir el nombre de Pittsylvania, en honor de William Pitt el Viejo, ex primer ministro (1757—1761), para ganarse la aquiescencia real, se decidió bautizar la Colonia como ’’Vandalia’’ en honor de la esposa del rey Jorge III, la reina Carlota, cuyos ancestros se reputaban como pertenecientes a la tribu germánica de los Vándalos.

## El curso del expediente
Inicialmente rechazada por los el Consejo Privado del Rey (Privy Council) y los Comisionados del Comité de Comercio y Plantaciones en el Exterior, fue retomada y reimpusalda en 1771 y 1773, pero no fue finalmente aprobada su presentación hasta 1775, ante el Comité de Comercio y Plantaciones del Exterior del Gobierno británico, donde contó con la oposición frontal de Lord Hillsborough, y ante la cual Benjamín Franklin se convirtió en el más porfiado y hábil de los defensores de la provincia propuesta, cuando sus opositores la atacaron sobre la base de que no interesaba al Gobierno el establecimiento o permitir los asentamientos al oeste de las Allegheny. La mayoría de lo que se sabe de las pretensiones de los promotores de la empresa se contiene en las réplicas de Franklin a las objeciones de Lord Hillsborough, acerca de la erección de una nueva colonia.

### La oposición de Lord Hillsborough
Una vez llegada la petición de constitución de la nueva colonia, la postura del gobernador colonial Lord Hillsborough fue de clara oposición, no tanto por el caso de Vandalia en sí, sino por la política americana en general, que se basaban en cuatro ejes:
- la política de la colonias americana la dirige el Gobierno británico,
- la función de las colonias americanas es el crecimiento del comercio británico metropolitano,
- hay que asegurar las recientes adquisiciones de Francia,
- hay que mantener a los pueblos nativoamericanos en general, y a los aliados en particular, en calma, tanto por la seguridad de los propios colonos como para evitar la injerencia francesa (o española).

En este contexto, la creación de una nueva colonia al oeste de los Allegheny contraviene todos los puntos:
- no es una iniciativa gubernamental, sino colonial
- no favorece el comercio metropolitano
- detrae recursos humanos y materiales para asegurar los territorios recién cedidos por Francia
- inquieta a las poblaciones nativoamericanas, sobre todo Cherokees e Iroqueses, aliados de los británicos.

### La Réplica de Franklin
En 1772 Benjamin Franklin, con argumentos que reiterará, ante el parón que se observaba en el avance del expediente de Vandalia, escribe un panfleto en el cual ataca las posturas de oposición al establecimiento de la Provincia de Vandalia, y en el cual intenta desacreditar la oposición al establecimiento de la misma, aunque con más voluntad que acierto, como por ejemplo en la tipología de cultivos coloniales para la exportación (tabaco, algodón, seda, vid, cáñamo, lino,…) en general poco adecuados dado el clima y la tierra, y con total desprecio de los costes de transporte. Además obvia totalmente a los nativoamericanos y sus derechos.

## La creación de la Provincia de Vandalia
En 1775 el Gobierno británico, pese a la oposición de Lord Hillsborough concedió el establecimiento de la Colonia de Vandalia, con capital en el río Kanawah en Poin Pleasant, contra el pago de dos chelines anuales por cada 100 acres durante 20 años (en total 10.460.703 libras esterlinas) en concepto de pagos de tasas de cesión de tierras, pero el Rey Jorge III, acuciado por los acontecimientos que desembocarían en la Independencia de Estados Unidos, difirió el nombramiento de un gobernador, y con ello el establecimiento del resto de los mecanismos de gobierno (Cámara Legislativa, Cortes de Justicia, fiscalidad,…), con lo que Vandalia solo existía sobre el papel.

## El canto del cisne de Vandalia
Sólo en el momento de la redacción de la Constitución de los Estados Unidos resurgiría momentáneamente el asunto de Vandalia, cuando algunos de los representantes del proyecto de establcimiento de la colonia (que ahora sería estado) se interesaron por los derechos de los habitantes, los colonos y las concesiones de tierras a los soldados, dado que la mayoría del territorio que hubiera constituido el Estado, aunque reclamado en su momento por Virginia (sin al parecer visos de ceder ante la imposición de la Colonia de Vandalia por la Corona), había sido cedido por esta como reserva federal para pagar la deuda de guerra del recién independizado país.